# Ugia insuspecta
Ugia insuspecta är en fjärilsart som beskrevs av Anthony C. Galsworthy 1997. Ugia insuspecta ingår i släktet Ugia och familjen nattflyn. Inga underarter finns listade i Catalogue of Life.